# Than Shwe

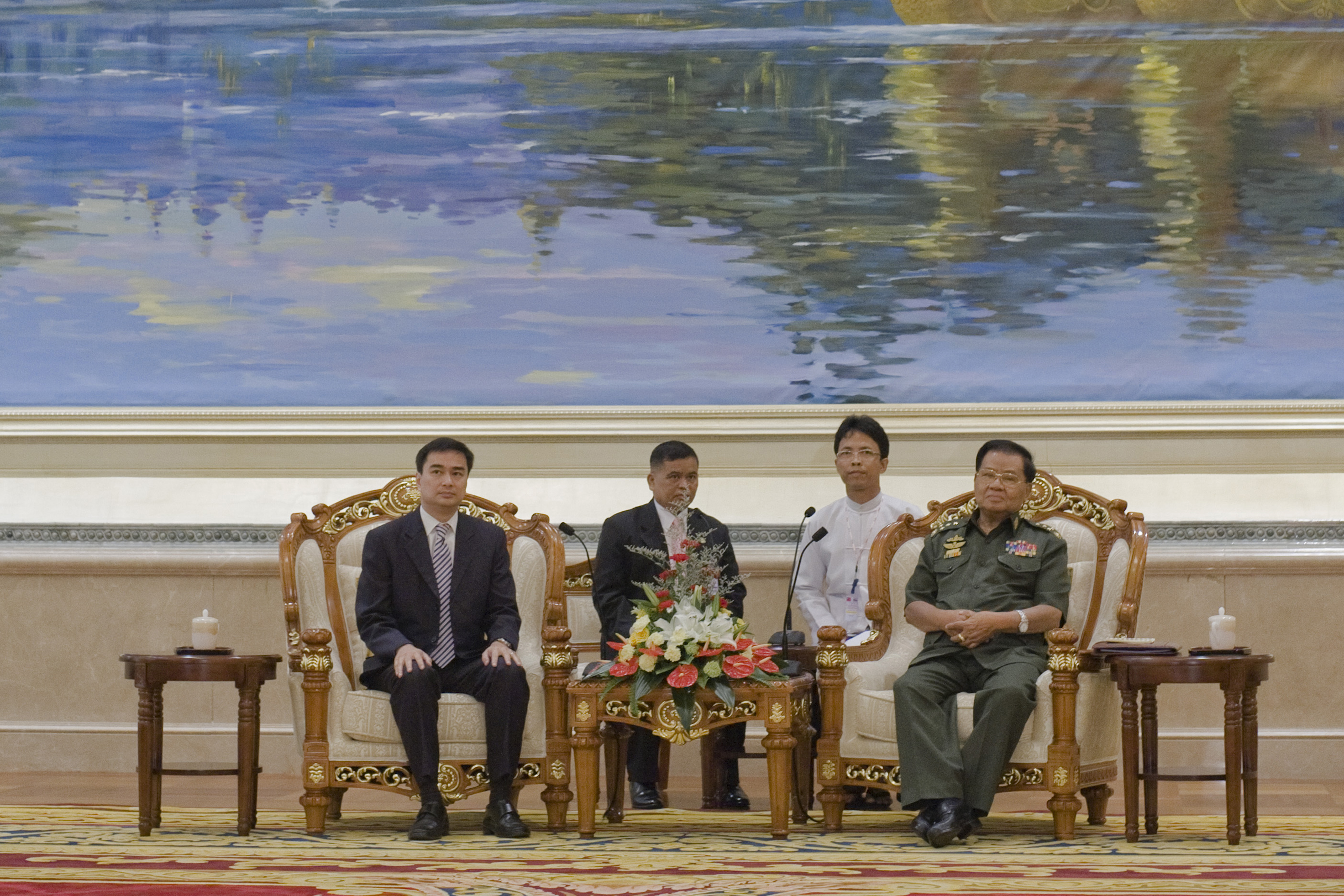
Than Shwe i Abhisit Vejjajiva, 11 października 2010

Than Shwe (ur. 2 lutego 1933 w Prowincji Mandalaj) – birmański wojskowy i polityk, starszy generał, w latach 1992–2011 przewodniczący Państwowej Rady Pokoju i Rozwoju, rządzącej krajem junty wojskowej.

## Życiorys
Than Shwe pracował jako urzędnik pocztowy, następnie w siłach zbrojnych. Po przewrocie wojskowym w 1962 roku kontynuował karierę i w roku 1985 objął urząd wiceministra obrony. Po krwawych protestach w 1988 roku, Than Shwe został członkiem Państwowej Rady Przywrócenia Ładu i Porządku, będącej faktycznie najwyższym organem władzy w kraju. Po nieoczekiwanej dymisji Sawa Maunga, 23 kwietnia 1992 został przewodniczącym Rady, głową państwa, ministrem obrony i głównodowodzącym sił zbrojnych. W 1997 Rada zmieniła nazwę na Państwową Radę Pokoju i Rozwoju. 
W listopadzie 2010 roku odbyły się pierwsze od 1990 roku wybory powszechne. 4 lutego 2011 wybrany w nich parlament mianował Theina Seina prezydentem Mjanmy. Został on w ten sposób pierwszym cywilnym prezydentem kraju po prawie 50-letnich rządach wojskowych.